# William Williams Keen
William Williams Keen, Jr., född 19 januari 1837 i Philadelphia, död där 7 juni 1932, var en amerikansk kirurg. Han var kusin till Morris Longstreth Keen och Gregory Bernard Keen.
Keen var 1861–64 militärläkare under amerikanska inbördeskriget. Han studerade 1864–66 medicin i Europa, därefter praktiserande läkare i Philadelphia och 1889–1907 professor i kirurgi vid Jefferson Medical College där. Han lämnade en mängd kirurgiska bidrag till facktidskrifter och utgav dessutom bland annat en kirurgisk handbok, Surgery (fem band, 1907). 
Keen var baptist och författade History of the First Baptist Church of Philadelphia (1898). Han var juris hedersdoktor vid University of Toronto och Yale University samt blev 1906 medicine hedersdoktor vid Greifswalds universitet och 1907, vid Linnéjubileet, filosofie hedersdoktor vid Uppsala universitet.